# دو وون تشانغ
دو وون تشانغ (هانغل: 장도 원) (مواليد 20 مارس 1954) هو ملياردير أمريكي من أصل جنوب كوري. أسس سلسلة متاجر الملابس الشهيرة فوريفر 21 مع زوجته جين سوك تشانغ.

## بداياته
نشأ تشانغ في كوريا الجنوبية تم انتقل إلى كاليفورنيا في عام 1981 مع زوجته. عاش الزوجان في بداية حياتهما على مدخراتهما فقط تم عمل دو وون في تلاتة مهن مختلفة مدخرا أمواله لافتتاح عملهما الخاص والذي كان أول متجر ملابس مع زوجته بمساحة بلغت 900 قدم مربع أطلقا عليه اسم Fashion 21 في عام 1984 في هايلاند بارك (لوس أنجلوس) بمبلغ 11,000 دولار فقط. ومع توسعه ونجاحه انتقل المتجر إلى مواقع أخرى، وتم تغيير الاسم إلى العلامة الشهيرة فوريفر 21.
بحلول عام 2015 ارتفع عدد المتاجر إلى 600 متجر يضم 30000 موظف. ظلت الشركة عائلية وقد قدرت مجلة فوربس صافي قيمة ثروات تشانغ وزوجته في عام 2012 بمبلغ 4 مليارات دولار.

## حياته الشخصية
دو وون تشانغ وزوجته جين سوك تشانغ مسيحيان. ولديهما طفلان، تعيش الأسرة في بيفرلي هيلز في كاليفورنيا. ولأنهما مسيحيان ملتزمان تتبرع تشانغ بالمال للكنائس والجماعات الدينية، فيما يسافر دو وون لأداء العمل التبشيري.